# فروپاشی چکسلواکی
فروپاشی چکسلواکی، رویدادی بود که در ۱ ژانویه ۱۹۹۳، جمهوری فدرال چکسلواکی به صورت داوطلبانه به دو کشور مستقل جمهوری چک و اسلواکی تقسیم شد.
در حقیقت ریشه این دو نهاد یا کشور چک و اسلواکی به سال ۱۹۶۹ بر می‌گردد که دو نهاد جمهوری سوسیالیستی چک و جمهوری سوسیالیستی اسلواک تصمیم گرفتند در یک قالبی یکپارچه (جمهوری فدرال) به حیات خود ادامه دهند.
از این فروپاشی اغلب با نام جدایی مخملی نیز یاد می‌شود که اشاره دارد به انقلاب مخملی سال ۱۹۸۹ چکسلواکی که طی آن بدون خونریزی به حاکمیت حزب کمونیست چکسلواکی پایان داده شد و سیستم سرمایه‌داری احیا گردید.

## تقسیم اموال ملی
اکثر دارایی‌های فدرال به نسبت دو به یک تقسیم شدند، یعنی نسبت تقریبی بین جمعیت چک‌ها و اسلواک‌ها در چکسلواکی، شامل تجهیزات ارتش، زیرساخت‌های راه‌آهن و هواپیما. حل برخی از اختلافات جزئی، مانند ذخایر طلای ذخیره شده در پراگ و ارزیابی دانش فنی فدرال، چند سال پس از تجزیه به طول انجامید.

## تقسیم واحد پولی

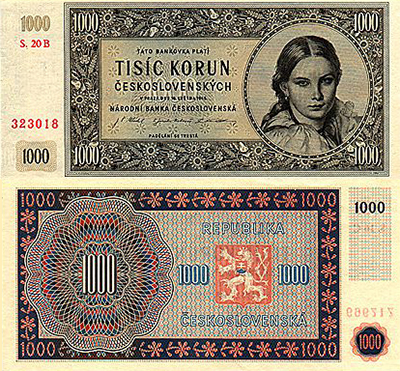
1000 کرونای چکسلواکی مربوط به سال ۱۹۴۵

در ابتدا، واحد پول قدیمی چکسلواکی، کرونا چکسلواکی، مورد استفاده هر دو کشور باقی ماند. ترس جمهوری چک از زیان اقتصادی باعث پذیرش دو ارز ملی در ۸ فوریه ۱۹۹۳ شد. در آغاز، ارزها دارای نرخ برابری بودند، اما ارزش کرونای اسلواکی در آن زمان معمولاً کمتر از کرونای چک بود (در سال ۲۰۰۴، حدود ۲۵–۲۷٪ کمتر). در ۲ اوت ۱۹۹۳، هر دو ارز با مهرهای متفاوتی که ابتدا روی اسکناس‌های کرونا چکسلواکی قدیمی چسبانده و بعدها بر روی آنها چاپ شد، متمایز شدند.
در ۱ ژانویه ۲۰۰۹، اسلواکی یورو را به عنوان واحد پول خود با نرخ مبادله ۳۰٫۱۲۶ کرونا/یورو پذیرفت، و در ۲۰۰۹ سکه یادبود ۲ یورو را که نقش بیستمین سالگرد انقلاب مخملی و مبارزات چکسلواکی‌ها برای دموکراسی را به نمایش می‌گذاشت به عنوان اولین سکه اسلواکی ضرب کرد.